# Liste der Gestalten der griechischen Mythologie/S
Die Liste der Gestalten der griechischen Mythologie enthält Gestalten der griechischen Mythologie.
Aufgenommen werden alle durch literarische oder inschriftliche Zeugnisse namentlich bekannten Gestalten. Dazu zählen etwa Götter, Halbgötter, Mischwesen oder Ungeheuer, wie auch im Mythos erscheinende menschliche Figuren oder Tiere. Ebenfalls aufgenommen werden Beinamen, alternative Namen und Gruppennamen.

## Legende
- Name: Deutsche Umschrift des Namens ohne Akzente oder Längenzeichen. Namen, deren traditionellen Umschriften mit Umlaut gebildet werden oder mit einem U beginnen, werden hier ohne Umlaut und mit der Umschrift Ou aufgeführt. So ist z. B. Ödipus unter Oidipus oder Uranos unter Ouranos zu finden.
- griechisch: Altgriechische Schreibung des Namens.
- Beschreibung: Enthält eine knappe Beschreibung der Gestalt, in der sie soweit möglich eingeordnet wird (Gott, Nymphe, Satyr, Sohn oder Tochter von…).
- Nachweise: Die ausführlichen Nachweise stehen im jeweiligen Artikel und nicht in dieser Liste.

Siehe auch die allgemeinen Hinweise zur Liste der Gestalten der griechischen Mythologie.

## Liste
| Name                | griechisch         | Beschreibung                                                                       | Nachweise                                                   |
| ------------------- | ------------------ | ---------------------------------------------------------------------------------- | ----------------------------------------------------------- |
| Sabazios            | Σαβάζιος           | Gott des Ackerbaus, spannt Ochsen vor den Pflug, Sohn von Zeus und Persephone      | Roscher 4,232-264.                                          |
| Saisara             | Σαισάρα            | Tochter des Keleos, Gattin des Königs Krokon, im Westen Attikas                    | Roscher 4,276. Pausanias 1,38,3.                            |
| Salamis             | Σαλαμίς            | Najade, Tochter des Flussgottes Asopos, Mutter des Kychreus, nach ihr die Insel    | Roscher 4,285-288. Nonnos: Dionysiaka 7,212.                |
| Salmakis            | Σαλμακίς           | Nymphe, verband sich mit Hermaphroditos zu einem zweigeschlechtlichen Wesen        | Roscher 4,290. Griechische Anthologie 7,222.                |
| Salmoneus           | Σαλμωνεύς          | Sohn von Aiolos und Enarete, mit Alkidike Vater der Tyro, wollte wie Zeus sein     | Roscher 4,290-294. Bibliotheke des Apollodor 1,50.          |
| Saron               | Σάρων              | König von Troizen, ertrinkt bei der Jagd auf Hirschkuh im psifäischen See          | Roscher 4,387-389. Pausanias 2,30,7.                        |
| Sarpedon            | Σαρπηδών, Σαρπήδων | Sohn von Zeus und Laodameia, kämpft für Troja, von Patroklos getötet               | Roscher 4,389-413. Ovid: Metamorphosen 13,255.              |
| Satyr               | Σάτυρος            | Dämon im Gefolge des Dionysos, Mischwesen, Gegenstück der Nymphen                  | Roscher 4,444-531.                                          |
| Sebros              | Σέβρος             | Sohn des Königs Hippokoon aus Amyklai, Bruder von Alkimos, Enarophoros             | Roscher 4,580. Pausanias 3,15,1.                            |
| Selasphoros         | Σελασφόρος         | Epiklese mehrerer Gottheiten, besonders Artemis, auch Apollon und Hephaistos       | Roscher 4,641. RE II A,1,1133.                              |
| Selene              | Σελήνη             | Mondgöttin, Titanide, mit Zeus Mutter der Pandia und Ersa, Gattin des Endymion     | Roscher 4,642-650.                                          |
| Semele              | Σεμέλη             | Tochter von Harmonia und Kadmos von Theben, mit Zeus Mutter des Dionysos           | Roscher 4,662-676. Plutarch: quaestiones Graecae 36.        |
| Sidero              | Σιδηρώ             | Gattin des Salmoneus, Stiefmutter der Tyro, von Pelias getötet                     | Roscher 4,815. Eustathios: Kommentar Ilias 158,24.          |
| Sikyon              | Σικυών             | König von Sikyon, Sohn des Marathon, Bruder des Korinthos, Gatte der Zeuxippe      | Roscher 4,822. Stephanos von Byzanz sv Αἰμονία.             |
| Silen               | Σιληνός            | Satyr, ein Dämon und Mischwesen im Gefolge des Dionysos                            | Roscher 4,822.                                              |
| Silenos             | Σιληνός            | Lehrer und Begleiter des Dionysos, berichtet vom Land jenseits des Okeanos         | Roscher 4,822.                                              |
| Sillos              | Σίλλος             | Sohn von Theia und Okeanos, einer der Kerkopen, von Zeus in Affen verwandelt       | Roscher 4,823 (1).                                          |
| Sillos              | Σίλλος             | Sohn des Thrasymedes, Vater des Alkmaion, später Adlige von Athen                  | Roscher 4,823 (2). Pausanias 2,18,8.                        |
| Simon               | Σίμων              | rächt seinen Bruder Thrasyllos und tötet den Mörder Eurydamas                      |                                                             |
| Simon               | Σίμων              | Teilnehmer der kalydonischen Eberjagd auf der Françoisvase                         | Roscher 4,882 (1). CIG 4,8185a.                             |
| Simon               | Σίμων              | als Opfer für Minotauros bestimmt, von Theseus gerettet                            | Roscher 4,882 (2). CIG 4,8139.                              |
| Simon               | Σίμων              | Seeräuber im Tyrrhenischen Meer, der Dionysos nachstellt                           | Roscher 4,882 (3). Hyginus: Fabulae 134.                    |
| Simon               | Σίμων              | Schmiededämon und Telechine, aus dem Urvolk der Ägäis                              | Roscher 4,882 (4). Zenobios 5,41.                           |
| Sinis               | Σίνις              | Sohn des Prokrustes, Straßenräuber bei Korinth, von Theseus besiegt                | Roscher 4,921-934. Plutarch: Theseus 6,3.                   |
| Sinon               | Σίνων              | Sohn des Aisimos, Gefährte von Odysseus, bringt das hölzerne Pferd den Trojanern   | Roscher 4,935-946. Herodian 2,733,37.                       |
| Sinope              | Σινώπη             | Najade, Tochter von Asopos und Metope, erbittet von Zeus Jungfrau zu sein          | Roscher 4,946-948. Diodor 4,72.                             |
| Sipylos             | Σίπυλος            | Sohn von Niobe und Amphion, von Apollon und Artemis mit Pfeilen getötet            | Roscher 4,950 (1). Ovid: Metamorphosen 6,231.               |
| Sirene              | Σειρήν             | Mischwesen, die mit betörendem Gesang Schiffer anlocken                            | Roscher 4,602-639. Scholion, Apollonios Rhodos 4,892.       |
| Sisyphos            | Σίσυφος            | König von Korinth, überlistet den Tod, mit Merope Vater des Glaukos                | Roscher 4,958-972. Homer: Ilias 6,152.                      |
| Sithon              | Σίθων              | König von Thrakien, Sohn von Poseidon und Ossa, Vater der Pallene                  | Roscher 4,973. Konon: Diegeseis 10.                         |
| Skaia               | Σκαία              | Danaide, eine von fast 50, die den Bräutigam Daiphron erdolcht                     | Roscher 4,974. Pausanias 7,1,6.                             |
| Skaios              | Σκαῖος             | Sohn des Hippokoon, vertreibt Tyndareos aus Sparta, von Herakles getötet           | Roscher 4,974 (1). Herodot: Historien 5,60.                 |
| Skamandrios         | Σκαμάνδριος        | Beiname von Astyanax und Helenos, der beiden Kämpfer für Troja                     | Roscher 4,975 (1).                                          |
| Skamandrios         | Σκαμάνδριος        | Sohn des Strophios, kämpft für Troja, von Menelaos getötet                         | Roscher 4,975 (2). Homer: Ilias 5,49.                       |
| Skamandros          | Σκάμανδρος         | Flussgott, Sohn von Okeanos und Tethys, Vater des Teukros, am Ufer liegt Troja     | Roscher 4,976-987. Homer: Ilias 12,21.                      |
| Skias               | Σκιάς              | Gattin des Elieus, Mutter des Eunostos, der die Liebe der Ochna zurückweist        | Roscher 4,992. Plutarch: quaestiones Graecae 40.            |
| Skiron              | Σκίρων             | Straßenräuber, Wanderer mussten ihm seine Füße waschen, von Theseus besiegt        | Roscher 4,1004-1013 (1). Plutarch: Theseus 10.              |
| Skylla              | Σκύλλα             | Meeresungeheuer, Frau mit Unterleib aus Hunden, neben Charybdis                    | Roscher 4,1024-1064 (1). Homer: Odyssee 12,73.              |
| Skylla              | Σκύλλα             | Tochter des Königs Nisos, die ihm die purpurne Locke der Unsterblichkeit abschnitt | Roscher 4,1064-1071 (3). Ovid: Metamorphosen 8,35.          |
| Skythes             | Σκύθης             | König von Hylaia, Sohn von Herakles und Echidna, Eponym der Skythen                | Roscher 4,1078 (1). Herodot: Historien 4,9.                 |
| Smikros             | Σµῖκρος            | Sohn des Delphiers Demokles, aufgewachsen in Milet, Vater des Branchos             | Roscher 4,1082. Photios, Bibliothek 186,33.                 |
| Smintheus           | Σμινθεύς           | Beiname von Apollon und Dionysos, so viel wie Mäusevertilger                       | Roscher 4,1083-1086 (1). Strabon: geographica 13,604.       |
| Söhne der Dioskuren |                    | das sind Anaxias und Mnasinous, Söhne von Kastor und Polydeukes (Pollux)           |                                                             |
| Solymeus            | Σολυμεύς           | Beiname des Zeus, im Tempel von Termessos verehrt                                  | Roscher 4,1153.                                             |
| Solymos             | Σόλυμος            | Sohn von Zeus oder Ares, Stammvater der Solymer                                    | Roscher 4,1154 (1). Etymologicum magnum 721,44.             |
| Soos                | Σόος               | König von Sparta, Sohn des Prokles, Vater des Eurypon                              |                                                             |
| Sosandra            | Σωσάνδρα           | Beiname von Aphrodite, Hera, Hestia, Demeter                                       | Roscher 4,1218 (2). Stephanos von Byzanz sv.                |
| Sosipolis           | Σωσίπολις          | Schutzgöttin im sizilischen Gela                                                   | Roscher 4,1221 (1).                                         |
| Sosipolis           | Σωσίπολις          | Kindgottheit, in Olympia verehrt, verwandelt in riesige Schlange                   | Roscher 4,1222-1224 (2). Pausanias 6,20,4.                  |
| Sosipolis           | Σωσίπολις          | Beiname des Zeus, mit zwei Umzügen für Saat und Ernte gefeiert                     | Roscher 4,1224-1228 (3). Strabon: geographica 14,468.       |
| Sostratos           | Σώστρατος          | Geliebter des Herakles, in Achaia begraben, wohl identisch mit Polystratos         | Roscher 4,1236 (3). Plutarch: quaestiones convivales 4,1,1. |
| Sparta              | Σπάρτα             | das ist Sparte, Tochter des Eurotas                                                | Roscher 4,1288. Bibliotheke des Apollodor 3,10,3.           |
| Sparte              | Σπάρτη             | Tochter des Eurotas, Gattin des Lakedaimon, Mutter von Amyklas und Eurydike        | Roscher 4,1288. Scholion, Euripides: Orestes 626.           |
| Sparten             | Σπαρτοί            | Stammväter der Thebaner, aus in Ackerfurchen gesäten Drachenzähnen                 | Roscher 4,1289. Scholion, Apollonios Rhodos 3,1179.         |
| Spartoi             | Σπαρτοί            | das sind Sparten, Stammväter der Thebaner                                          | Roscher 4,1289. Scholion, Euripides: Phönizer 942.          |
| Spercheios          | Σπερχειός          | Flussgott, Sohn von Okeanos und Gaia, mit Polydora Vater des Menesthios            | Roscher 4,1292. Homer: Ilias 16,173.                        |
| Sphelos             | Σφῆλος             | Sohn des Bukolos, Vater des Iasos, Anführer der Athener gegen Troja                | Roscher 4,1298. Homer: Ilias 15,338.                        |
| Sphinx              | Σφίγξ              | Tochter von Typhon, halb Frau und Löwe, Schwester von Hydra und Chimära            | Roscher 4,1338-1408. Hesiod: Theogonie 326.                 |
| Sponde              | Σπονδή             | Hore nach dem Mittagessen, Tochter von Zeus und Themis                             | Roscher 4,1411. Hyginus: Fabulae 183.                       |
| Stentor             | Στέντωρ            | kämpft gegen Troja, Hera benutzt seine laute Stimme und ruft „Schämt euch!“        | Roscher 4,1422. Homer: Ilias 5,785.                         |
| Sterope             | Στερόπη            | das ist Asterope, eine der Plejaden, Tochter von Atlas und Pleione                 | Roscher 4,1500 (1). Scholion, Pindar: Nemeen 2,16.          |
| Sterope             | Στερόπη            | Tochter von Pleuron und Xanthippe, Schwester des Agenor                            | Roscher 4,1501 (2). Bibliotheke des Apollodor 1,7,7.        |
| Sterope             | Στερόπη            | Tochter von König Porthaon und Euryte, von Acheloos Mutter der Sirenen             | Roscher 4,1501 (3). Scholion, Odyssee 12,39.                |
| Sterope             | Στερόπη            | Tochter des Kepheus, die mit einer Locke der Gorgo die Stadt Tegea verteidigt      | Roscher 4,1501 (4). Bibliotheke des Apollodor 2,7,3.        |
| Sterope             | Στερόπη            | Tochter von Akastos und Astydameia, Schwester von Laodameia und Sthenele           | Roscher 4,1502 (5). Bibliotheke des Apollodor 3,13,3.       |
| Sterope             | Στερόπη            | Tochter des Helios, Schwester der Pasiphae, mit Europylos Mutter des Lykaon        | Roscher 4,1502 (6). Scholion, Pindar: Pythia 4,57.          |
| Sterope             | Στερόπη            | Pferd des Helios                                                                   | Roscher 4,1502 (9). Hyginus: Fabulae 183.                   |
| Steropes            | Στερόπης           | Kyklop mit Einzelauge auf der Stirn                                                | Roscher 4,1504. Hesiod: Theogonie 141.                      |
| Sthenelas           | Σθενέλας           | König von Argos, Sohn des Krotopos, Vater des Gelanor                              | Roscher 4,1522. Pausanias 2,16,1.                           |
| Sthenele            | Σθενέλη            | Tochter des Danaos, eine der 50 Danaiden, Gattin des Sthenelos                     | Roscher 4,1522 (1). Bibliotheke des Apollodor 2,1,5.        |
| Sthenele            | Σθενέλη            | Tochter des Akastos von Iolkos, mit Menoitos Mutter des Patroklos                  | Roscher 4,1522 (2). Scholion, Pindar: Olympia 9,106b.       |
| Sthenelos           | Σθένελος           | Sohn des Aigyptos, wie fast 50 Brüder von der Danaidenbraut Sthenele erdolcht      | Roscher 4,1522 (1). Bibliotheke des Apollodor 2,1,5,6.      |
| Sthenelos           | Σθένελος           | Sohn des Kapaneus, ein Epigone, Vater von Kometes und Kylarabes                    | Roscher 4,1523-1527 (5). Homer: Ilias 4,367.                |
| Sthenelos           | Σθένελος           | Vater des Ligurerkönigs Kyknos, verwandt mit Phaethon                              | Roscher 4,1528 (7). Ovid: Metamorphosen 3,368.              |
| Sthenelos           | Σθένελος           | König von Tiryns, Sohn des Perseus, mit Nikippe Vater des Eurystheus               | Roscher 4,1528-1530 (8). Bibliotheke des Apollodor 2,4,5,5. |
| Stheno              |                    | Gorgone, Tochter von Phorkys und Keto, Schwester der Medusa und Euryale            |                                                             |
| Stichios            | Στίχιος            | Geliebter des Herakles, im Wahn getötet und beklagt, mit einem haarigen Herz       | Roscher 4,1536 (2).                                         |
| Stilbe              | Στίλβη             | Nymphe, Tochter von Peneios und Krëusa, mit Apollon Mutter des Lapithes            | Roscher 4,1536 (1).                                         |
| Stratios            | Στρατίος           | Sohn des Nestor, Bruder von Peisidike, Polykaste, Perseus, Aretos                  | Roscher 4,1544 (1). Homer: Ilias 3,413.                     |
| Stratios            | Στρατίος           | Freier der Penelope aus Zakynthos                                                  | Roscher 4,1544 (2).                                         |
| Stratios            | Στρατίος           | Sohn des Königs Klymenos von Orchomenos                                            | Roscher 4,1545 (3). Pausanias 9,37,1.                       |
| Stratios            | Στρατίος           | Beiname von Ares und Zeus                                                          | Roscher 4,1545-1550 (4).                                    |
| Stratios            | Στράτιος           | Satyr, Dämon im Gefolge des Dionysos                                               | Roscher 4,1550.                                             |
| Strophios           | Στρόφιος           | König von Phokis, Sohn des Krisos, mit Anaxibia Vater von Pylades und Astydameia   | Roscher 4,1559 (1).                                         |
| Strophios           | Στρόφιος           | Sohn von Pylades und Elektra, Bruder des Medon, Neffe des Orestes                  | Roscher 4,1559 (2). Hellanikos: Fragment 43.                |
| Strophios           | Στρόφιος           | Vater des Skamandrios, der für Troja kämpft                                        | Roscher 4,1560 (3). Homer: Ilias 5,49.                      |
| Strophios           | Στρόφιος           | Diener des Menelaos auf dem Gemälde des Polygnotos in Delphi                       | Roscher 4,1560 (4). Pausanias 10,25,3.                      |
| Strophios           | Στρόφιος           | Vater des Phlogios                                                                 | Roscher 4,1560 (5). Nonnos: Dionysiaka 30,108.              |
| Stygne              | Στύγνη             | Danaide, eine von fast 50, die den Bräutigam Polyktor erdolcht                     | Roscher 4,1563. Bibliotheke des Apollodor 2,1,5,7.          |
| Stymphalische Vögel |                    | kranichgroße Vögel, durch Herakles vom See Stymphalos vertrieben                   | Roscher 4,1563-1565.                                        |
| Stymphalos          | Στύμφαλος          | Sohn des Elatos, eponymer Gründer der Stadt Stymphalos                             | Roscher 4,1565 (1).                                         |
| Styphelos           | Στύφελοσ           | Kentaur, von Kaineus in Ovids Kentauromachie getötet                               | Roscher 4,1566.                                             |
| Styx                | Στύξ               | Okeanide und Grenzfluss zur Unterwelt, neben Acheron, Lethe, Kokytos               | Roscher 4,1566-1579.                                        |
| Sybaris             | Σύβαρις            | Ungeheuer, das Mensch und Vieh verschlang, von Eurybatos getötet                   | Roscher 4,1609 (1).                                         |
| Sybotas             | Συβότας            | König von Messenien, Sohn des Dotadas, ein Aipytide, Vater des Phintas             | Pausanias 4,3,10.                                           |
| Syke                | Συκῆ               | Baumnymphe und Hamadryade, Tochter des Oxylos, Eponym des Feigenbaums              | Roscher 4,1617 (1). Athenaios: Gastmahl 3,78b.              |
| Syleus              | Συλεύς             | Sohn des Poseidon, Tyrann in Aulis, von Herakles getötet                           | Roscher 4,1618-1623. Diodor 4,31.                           |
| Symaithis           | Συμαιθίς           | Najade, Tochter des Flussgottes Symaithos, mit Faunus Mutter des Acis              | Roscher 4,1625. Ovid: Metamorphosen 13,750.                 |
| Symaithos           | Συμαιθίς           | Flussgott des Simeto auf Sizilien, Vater der Najade Symaithis                      | Roscher 4,1626. Griechische Anthologie 6,203.               |
| Syrinx              | Σύριγξ             | Najade und Hamadryade, Tochter des Ladon, verschmäht die Liebe des Pan             | Roscher 4,1642 (1). Ovid: Metamorphosen 1,689.              |
| Syzygia             | Συζυγία            | Beiname der Hera als Göttin der ehelichen Verbindung                               | Roscher 4,1646-1648. Iulius Pollux: 2,38.                   |